# 新興宮 (臺北市)
新興宮位於臺灣臺北市中山區新生北路二段122號，為主祀福德正神之道教廟宇。該廟宇興建於1970年，為位於新興市場旁的小仿古建築。另外，該廟宇的組織型態為管理委員會制，祭典日期則是每年農曆之二月初二。